# Ripipteryx mexicana
Ripipteryx mexicana är en insektsart som beskrevs av Henri Saussure 1859. Ripipteryx mexicana ingår i släktet Ripipteryx och familjen Ripipterygidae. Inga underarter finns listade i Catalogue of Life.